# あいバス

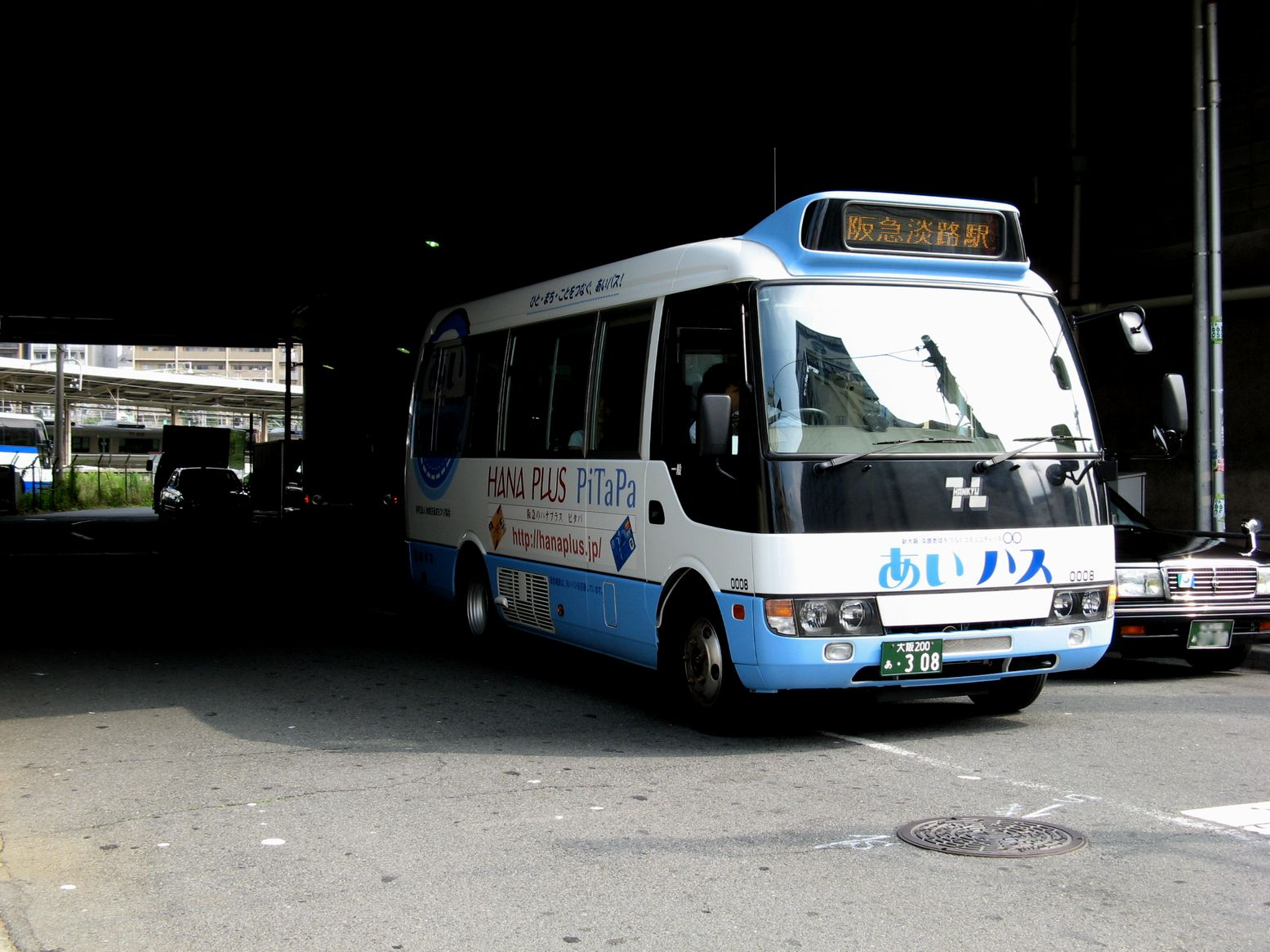
あいバスの車両
新大阪駅東口にて（2007年6月）

あいバスは、大阪府大阪市東淀川区で運行されていたコミュニティバス。地元で結成されたNPO法人「地域交通まちづくり協会」が阪急バスに運行を委託する形式で、2006年5月13日に運行を開始した。2008年3月31日をもって廃止された。阪急バス吹田営業所が運行を受託し、阪急バスにおける路線名は「新大阪・淡路循環線」であった。

## 概要
関西における新幹線のターミナル駅である新大阪駅と直接連絡する公共交通機関に乏しい淡路地区の住民からの声に応える形で、阪急京都本線・千里線の淡路駅から新規のバス路線が整備された。
阪急にとっては、かつて淡路駅から新大阪駅を経て十三駅および神戸本線の神崎川駅に至る新大阪連絡線を計画し、路線としての免許も取得していたが、2002年12月6日に十三 - 新大阪間を除いて失効させていた経緯がある。よって、新大阪 - 淡路駅間に相当する区間をバスによって代替した格好になる。なお、阪急京都本線は新大阪駅の南側（約1km）を回り込むように走っており、新大阪駅とは直接連絡していない。京都本線を利用して新大阪駅へ向かう場合は、南方駅で地下鉄御堂筋線（西中島南方駅）に乗り換えるか、南方駅から北に1kmほど歩く必要がある。
新大阪駅へ連絡する「ルート1」と、東淀川駅へ連絡する「ルート2」の2路線を運行していた。なお、日中は同じバス車両が淡路駅で「ルート1」・「ルート2」の双方に系統を入れ替えながら運転を続行していた。利用者減少により2007年4月1日をもって「ルート2」が廃止された。「ルート1」も同様に利用客数は伸びず、2008年3月31日をもって廃止となり、運行終了となった。
地元からの請願で誕生した路線にもかかわらず、実際には経路の大半が既存の大阪市営バスの赤バス「西淡路 - 区役所」系統と重複している関係もあって利用客数は伸びず、2年にも満たない短命で廃止されることとなった。
なお、赤バス「西淡路 - 区役所」系統は淡路駅周辺には乗り入れていないが、町内の東海道新幹線の高架沿いや阪急電鉄で一駅隣の崇禅寺駅や柴島駅前には停車していた。また赤バス同系統での新大阪駅（東口）から淡路地区への所要時間は15分前後であった。2013年3月31日をもって赤バスは乗客の多い3つの路線（1年間の運行延長）を除き運行を終了したが、存続する3つの路線には「西淡路 - 区役所」系統も含まれていた。
2019年3月にJRおおさか東線が延伸開業し、JR淡路駅が新設されたことで、淡路地区から新大阪駅へのアクセスの問題は解消している。

## 運行内容
運賃は1乗車につき、大人200円・小児100円均一。阪急バスの磁気カード類（回数カード・スルッとKANSAI各種カード）が利用でき、2007年12月1日からはPiTaPaも利用可能となった。また「あいバス」のみで使える一日乗車券を300円で販売していた。
ダイヤは朝夕ラッシュ時が15分間隔（ルート1のみ運行）、日中は30分間隔で設定されていたが、土曜日は運行しない時間帯があった。日曜日・祝日は利用者が少なかったため、2006年11月9日より運休となった。また、2006年から2007年にかけての年末年始も運休となった。

## 路線
- ルート1：新大阪駅東口 - 淀川キリスト教病院[注釈 1] - 阪急淡路駅西口
  - 「新大阪駅東口」停留所は3か所にあり、そのいずれにも停車していた。
- ルート2：阪急淡路駅西口 → 西淡路住宅 → JR東淀川駅 → 北陽住宅 → 阪急淡路駅西口（循環）

日中の運行形態：新大阪駅東口 → 淀川キリスト教病院 → 阪急淡路駅西口（ルート1から2へ変更）→ 西淡路住宅 → JR東淀川駅 → 北陽住宅 → 阪急淡路駅西口（ルート2から1へ変更）→ 淀川キリスト教病院 → 新大阪駅東口（この繰り返し）